# Шеврез
Шеврез (фр. Chevreuse) насеље је и општина у Француској у региону Париски регион, у департману Ивлен која припада префектури Рамбује.
По подацима из 2011. године у општини је живело 5808 становника, а густина насељености је износила 432,79 становника/km². Општина се простире на површини од 13,42 km². Налази се на средњој надморској висини од 85 метара (максималној 174 m, а минималној 72 m).

## Демографија
| 1962. | 1968. | 1975. | 1982. | 1990. | 1999. | 2011. |
| ----- | ----- | ----- | ----- | ----- | ----- | ----- |
| 2.744 | 3.409 | 4.186 | 4.811 | 5.027 | 5.364 | 5.808 |

График промене броја становника у току последњих година